# The Bridge: Concept of a Culture
The Bridge: Concept Of A Culture – jedenasty album amerykańskiego producenta i DJ-a Grandmaster Flasha. Został wydany 24 lutego 2009.

## Lista utworów[7]
| #  | Tytuł                        | Gościnnie                                         | Czas |
| -- | ---------------------------- | ------------------------------------------------- | ---- |
| 1  | "Welcome"                    |                                                   | 1:00 |
| 2  | "Shine All Day"              | Jumz Kel Spencer Q-Tip                            | 3:05 |
| 3  | "We Speak Hip Hop"           | Abass Afasi KRS-One Kase-O Maccho                 | 3:16 |
| 4  | "Here Comes My DJ"           | DJ Kool DJ Demo                                   | 3:00 |
| 5  | "Bounce Back"                | Busta Rhymes                                      | 2:38 |
| 6  | "Swagger"                    | Red Café Snoop Dogg Lynda Carter                  | 3:33 |
| 7  | "What If"                    | KRS-One                                           | 4:06 |
| 8  | "Unanswered"                 |                                                   | 0:26 |
| 9  | "Tribute To The Breakdancer" | MC Supernatural                                   | 3:20 |
| 10 | "Grown & Sexy"               | Mr. Cheeks                                        | 3:17 |
| 11 | "When I Get There"           | Big Daddy Kane Hedonis Da Amazon                  | 3:47 |
| 12 | "Connection"                 |                                                   | 0:12 |
| 13 | "I Got Sumthin' To Say"      | Lordikim Jay-Flo Almighty Thor                    | 3:22 |
| 14 | "Can I Take You Higher"      | Mr. Cheeks Grandmaster Caz Tito                   | 3:29 |
| 15 | "Unpredictable"              | Big Daddy Kane Syndee                             | 3:37 |
| 16 | "Those Chix"                 | Byata Princess Superstar Hedonis Da Amazon Syndee | 2:56 |
| 17 | "Bronx Bombers"              | Almighty Thor Lordikim Mann Child                 | 6:32 |
| 18 | "Zuka The Sound"             |                                                   | 2:31 |
| 19 | "Oh Man"                     | Syndee Natacha Atlas                              | 4:35 |